# Fodina fusca
Fodina fusca là một loài bướm đêm trong họ Noctuidae.